# Тича (стадион)
Вижте пояснителната страница за други значения на Тича.
„Тѝча“ е стадион, разположен в североизточната част на град Варна. На него домакинските си мачове играе Черно море (Варна). Капацитетът на стадиона е 8250 места.

## История
Стадион „Тича“ е построен през 1935 година с доброволния труд на стотици фенове на Тича. Трибуните, които са с общ капацитет от 6250 места, са изградени в периода 1967 – 1968 г. Северната трибуна побира 3000 души. Южната трибуна, която в по-голямата си част е покрита с козирка, побира 3250 души. За северната и южната трибуна има отделно обособени входове, а за сектора за гостуващите – отделен вход. Така наречената „клетка“ има капацитет от 600 души.
Емблематичните думи на Владимир Чакъров (секретар на дружеството в периода 1934 – 37 г.): „Камъните за стената спечелихме на търг, който беше нагласен от градоначалника Германов, за да спечелим ние. И вместо 50 кубика натоварихме 80! Как се издържаше „Тича“? Преди всичко от членски внос и вечеринки. Веднъж въведохме вход според килограмите на посетителите! Сложихме пред вратата един кантар и всеки се теглеше!“
Стадионът не покрива основните изисквания на УЕФА и поради тази причина домакинският отбор е принуден да играе на друг стадион, одобрен от УЕФА.
През 1987 г. Владимир Чакъров, който бил основният човек отговорен за построяването на стадион „Тича“, умира на игрището преди мач на Черно море.